# ムーぽん
『ムーぽん』は、テレビ朝日ほかで放送された日本のテレビアニメ。
（第1期）（1999年4月3日 - 2000年3月25日放送）
（第2期）（2000年4月1日 - 2000年10月21日放送）
（第2期・短縮版）（2000年4月2日 - 2000年8月27日放送）

## 概要
ムーぽんという名の猫とその周りの猫たち、そしてその中に紛れ込んでいる亀の一家の日常を描いている。内容やキャラクターの性格がかなり過激という特徴もあった。
Include a collage of pictures from the end of the year.
Use photos from assemblies, celebrations, commencements, etc. 
放送形態が数度変更された（1分・単独→5分・『ラボ・らぼーん』内包→1分・『ラボ・らぼーん』内包→5分・単独、タイトルを『ムーぽんDX』に改名）。
また、講談社の漫画雑誌『なかよし』にて、かなしろにゃんこ作画によるコミカライズ版が1999年3月号から2001年7月号にかけて連載された。
さらに、カバヤ食品からキャラクターグッズのおまけのついたお菓子が発売されている。

## スタッフ
- 監督 - 五月女有作
- キャラクターデザイン・作画監督 - 宇都木勇
- 制作協力 - テレビ朝日データ
- 制作 - フォーサム、テレビ朝日

## 主題歌
「あしたへのじゅもん」
作詞 - 遠藤夏海 / 作曲・編曲 - 渡部チェル / 歌 - 前田愛（NECインターチャネル NEDA-10003）

## 放送局
- テレビ朝日 / 北海道テレビ / 秋田朝日放送 / 山形テレビ / 福島放送 / 新潟テレビ21 / 長野朝日放送 / 名古屋テレビ / 北陸朝日放送 / 広島ホームテレビ（遅れネット） / 九州朝日放送 / 熊本朝日放送 / 長崎文化放送 / 大分朝日放送 / 鹿児島放送 / 琉球朝日放送

なお、本作の商品を展開していたカバヤ食品の本社所在地である岡山県（系列局は瀬戸内海放送だが、放送エリアが瀬戸内準広域圏のため、同局の本社は香川県に所在）では放送されなかった。